# 藤球
藤球是一种双方隔网对抗，用脚（或头、躯干）将球送过网，让球不在本方区域落地的体育运动。在东南亚，毽式藤球有着悠久的历史。20世纪40年代，马来人将毽式藤球改造为类似羽毛球的隔网竞技运动，即今天的藤球。藤球目前是亚洲运动会和東南亞運動會的常设正式比赛项目，在泰国、马来西亚等国尤为兴盛。
藤球场地的长度、宽度、球网高度均与羽毛球场基本一致。比赛用球为合成纤维编织成的空心球体，直径约13.5公分。双方场上各3名球员，用脚踢或用头顶球，一方最多连续触球三次。如果球在对方场区内落地，或被对方碰出界外，则本方得1分。发球时，前锋将球抛出，后卫踢球过网；每三个球交换发球。比赛三局两胜，每局21分。

## 歷史

杭州第19届亚运会女子藤球比赛

在中南半岛和马来群岛各地，历史上长期流传着一种类似毽子的藤球游戏：众人围成一圈，用脚踢、头顶等方式，让藤条编成的小球尽可能不要落地。1935年，英国国王乔治五世登基二十五周年，英属殖民地马来联邦举行了一系列庆典活动，其中在森美兰就有经过改造的藤球：双方隔着网，以类似羽毛球的规则来踢球。此后，这项运动在各地马来人中逐渐流传开来。1945年，首个正规藤球比赛在槟城举行，标志着现代藤球运动的诞生。
1965年，东南亚半岛运动会在马来西亚吉隆坡主办，隔网藤球成为正式比赛项目。以此为契机，该运动的英文名称正式敲定：sepak takraw。前一个单词来自马来语，意思是“踢”；后一个单词来自泰语（ตะกร้อ），意思是“藤球”。同年，亚洲藤球联合会成立。1990年，藤球成为亚运会正式比赛项目。1992年，国际藤球联合会成立。
当前，国际大型藤球赛事有泰王杯（世界藤球锦标赛）、藤球世界杯等，举办藤球比赛的大型综合运动会有亚运会和东南亚运动会。泰国、马来西亚等国有藤球职业联赛。国际藤球联合会致力于将藤球推广到更多的大洲和国家，目标是进入奥运会。

## 比賽規則

藤球场地规格示意图

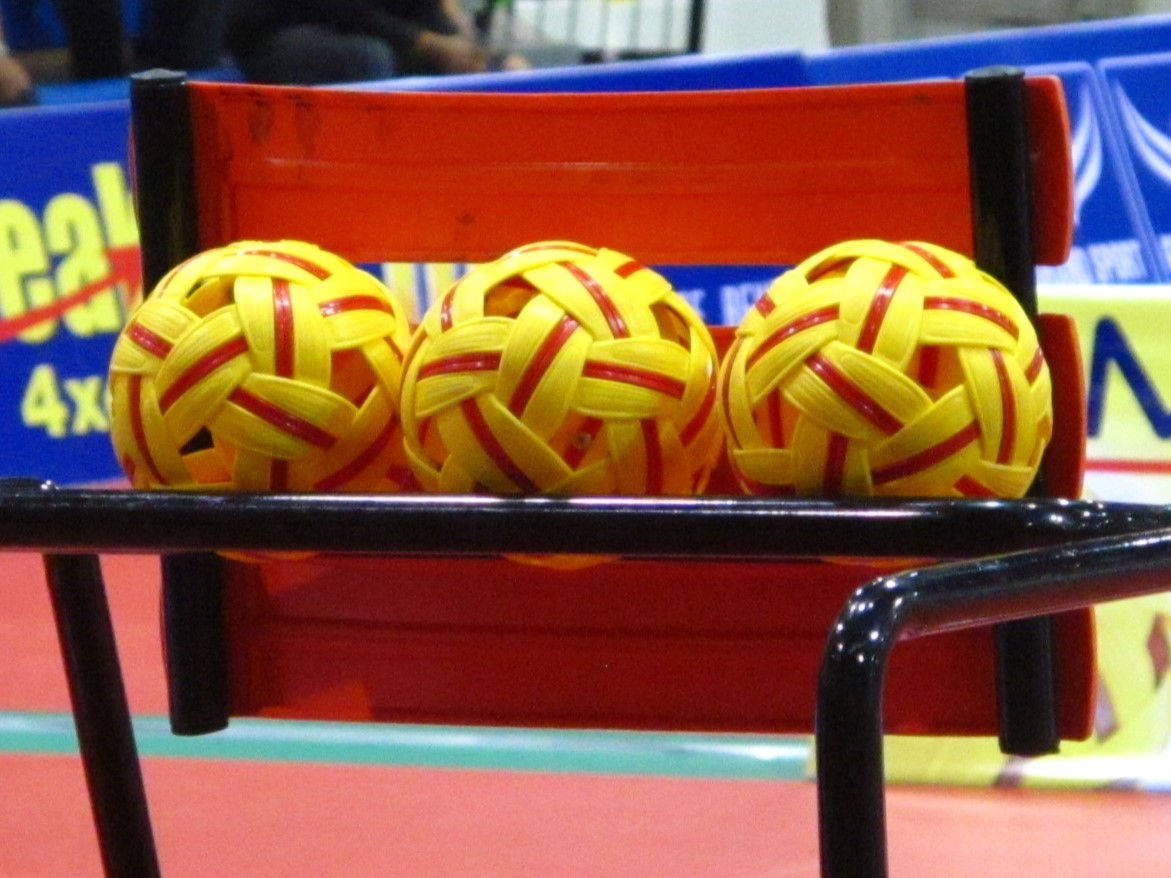
现代藤球比赛用球

### 场地和用球
藤球比赛场地长13.4公尺，宽6.1公尺，与羽毛球场大小一致。场地四周3公尺、上空8公尺内不得有障碍物。中线上空架有球网，男子比赛球网中间高1.52公尺，女子高1.42公尺。边线与中线相交处，分别绘有四个半径0.9公尺的四分之一圆弧，即发球弧。场地两边各绘有一个半径0.3公尺的圆，圆心距底线2.45公尺，即发球圈。
藤球传统上用藤条编织而成，1984年起被合成纤维代替。球的内部空心，外层有12个孔、20处交叉。男子球重170至180克，周长41至43公分；女子球重150至160克，周长42至44公分。

### 赛制
最常见的藤球项目为单组赛（regu），双方场上各3名球员。一人为发球手（tekong），也叫后卫；两人为前锋，可细分为二传手（feeder）和主攻手（striker）。
比赛三局两胜。一局之中，率先得到21分且至少领先2分的一方获胜；如果战至20比20，则领先达到2分或率先得到25分的一方获胜。

### 比赛过程
藤球比赛采取交替发球制：每三个球交换发球；20比20后，每一球交换发球。发球方的两名前锋分别站在左、右发球弧内，其中一人用手将球抛向后卫；后卫的支撑脚保持在发球圈内，另一只脚将球踢过球网。
比赛中，球员可以用头、肩膀、躯干、膝盖、腿、脚触球，可以一人连续触球，但一方最多连续触球三次。球员不得用手或手臂触球，身体不得越过球网进入对方场区（除非是击球后的跟随动作）。如果球在对方场区内落地，或在对方最后触球后出界或落网，则本方得1分。

### 變體

#### 四人和双人
双人藤球和四人藤球的场地没有发球圈和发球弧。发球手站在底线之后，自抛自踢过网。

#### 团体赛
三人和双人藤球的团体赛，每队有三个组，各组球员不重复。比赛三盘两胜，每盘各派出一组队员，三局两胜。
四人藤球的团体赛，每队只有两组球员。前两盘各派一组人，第三盘比赛从前两组中任挑四人出战。

#### 沙滩藤球
沙滩藤球在沙滩上举行，采用四人藤球比赛规则。

#### 环式和圈式
除了隔网藤球外，竞技藤球还存在其他的形式。环式（hoop）藤球是将圆环悬挂在高空中，选手要用不同的动作尽可能多地让球穿过圆环。圈式（circle）藤球是让选手围成一圈，相互传球，动作难度越大，得分就越高。

## 外部連結
- 国际藤球联合会 （页面存档备份，存于）